# Нещердівська височина

Нещердівська височина — височина в східній частині Россонського району, на півночі Вітебської області. Більша частина розташована в межах Псковської області Росії.
Висота 180—220 м над рівнем моря, максимальна 224 м. Рельєф середньогорбистий і горбисто-западинний, ускладнений камами і озерними улоговинами. Зустрічаються озові пасма.
По території височини протікають річки Дриса та її праві притоки. Озера: Нещердо, Усвеччя, Волобо, Межево та інші.
Під лісом близько 40 % території (ліси збереглися невеликими ділянками на вершинах та крутих схилах пагорбів). Переважають бори, суборі, ялинники, по долинах річок і близько озер з домішкою дуба. У пониженнях березові, чорновільхові ліси.